# Doll (Scandal-dal)
A Doll (a borító írásmódja szerint DOLL) a Scandal japán együttes nagykiadós bemutatkozó kislemeze, egyben a Best Scandal című stúdióalbumuk első kislemeze. A dalok szövegeit Ogava Tomomi és Szuzuki Rina írta. A korong a huszonnyolcadik helyen mutatkozott be az Oricon slágerlistáján az 5115 eladott példányával, legjobb helyezését (26) egy héttel a megjelenése után érte el 4033 elkelt darabbal. A lemezből összesen 12 572 példány kelt el Japánban. A Billboard Hot 100 listáján az ötödik helyezést érte el.

## Háttér
A lemez bemutatójára a KDDI Designing Studióban került sor. A rendezvényre az első napon elkelt az összes jegy, és a nagy érdeklődés miatt a szervezőknek egy külső kivetítőt kellett felállítaniuk, mivel többen már nem fértek el az épületben.
A kiadvány borítóját szándékosan feltűnőre tervezték, amin így az együttes tagjai fejükön nehéz fémvázzal megerősített keményre szilárdított parókát viselnek, Tomomit pedig kötelekkel függesztették ki, hogy úgy tűnjön, minta pont a magasba ugrana. A dal videóklipjében az együttes egy elhagyatott épületben adja elő a dalt, illetve őket mintázó Momoko-babákkal játszanak. Rina a videót „nagyon cikinek” találta, hiszen azt a képet sugározza, mintha folyton csak bohóckodnának, semmit sem vesznek komolyan. A 2008-as év volt a zenekar egyik legkeményebb éve, hiszen Harunát leszámítva a többi három lány még középiskolába járt, ahonnan az együttes miatt gyakran kimaradtak. Rina az alsó-középiskola második éve után iskolát váltott, 17 évesen Tokióba költözött. Mivel a többiek tanultak, ezért Harunának gyakran egyedül kellett népszerűsíteni a lemezt, viszont ennek köszönhetően a szavak embere lett.
A Doll az együttes egyik megkerülhetetlen száma lett a koncertek alatt, mely az évek folyamán „elképesztő mértékben” kinőtte magát; a rajongók törölközőket pörgetnek, tapsolnak alatta.

## Megjelenése a médiában
A kislemez címadó dala a TBS japán televíziós csatorna Rank ókoku című műsorának nyitófőcím dala volt 2008 októberében és novemberében, valamint a Tokyo MX televíziós csatorna Break Point! című sorozatának zárófőcím dala 2008 októberében.

## Számlista
| CD (ESCL-3142 / ESCL-3140) | CD (ESCL-3142 / ESCL-3140) | CD (ESCL-3142 / ESCL-3140) | CD (ESCL-3142 / ESCL-3140) | CD (ESCL-3142 / ESCL-3140) | CD (ESCL-3142 / ESCL-3140) | CD (ESCL-3142 / ESCL-3140) | CD (ESCL-3142 / ESCL-3140) | CD (ESCL-3142 / ESCL-3140) | CD (ESCL-3142 / ESCL-3140) |
| #                          | Cím                        | Dalszöveg                  | Zene                       | Hangszerelő                | Hossz                      |                            |                            |                            |                            |
| -------------------------- | -------------------------- | -------------------------- | -------------------------- | -------------------------- | -------------------------- | -------------------------- | -------------------------- | -------------------------- | -------------------------- |
| 1.                         | Doll                       | Tomomi                     | Tokita Szatosi             | Nisikava Szuszumu, Scandal | 3:28                       |                            |                            |                            |                            |
| 2.                         | S.L. Magic                 | Rina                       | Masterworks                | Masterworks, Scandal       | 4:17                       |                            |                            |                            |                            |
| 3.                         | Doll (Instrumental)        | –                          | Tokita Szatosi             | Nisikava Szuszumu, Scandal | 3:28                       |                            |                            |                            |                            |
| 11:07                      |                            |                            |                            |                            |                            |                            |                            |                            |                            |

| 1. | Doll videóklip | Tomomi | Tokita Szatosi | Nisikava Szuszumu, Scandal | 3:40 |